# ホームラン (アルバム)
『ホームラン』(Homerun)は、スイスのハードロック・バンド、ゴットハードが2001年に発表した5作目のスタジオ・アルバム。バンド最大のシングル・ヒット曲「ヘヴン」を収録している。

## 背景
クリス・フォン・ローア（元クロークス）がプロデュースや曲作りに全面参加した最後のスタジオ・アルバムとなった。フォン・ローアは後に、ゴットハードが本作で頂点を極めたことから、双方が次の段階へ進む時が来たと感じ、彼らと友好的に別れたと語っている。「テイク・イット・イージー」は、アンディ・テイラーがデュラン・デュラン脱退と前後して1986年にシングル・ヒットさせた曲のカヴァー。
ヨーロッパでは従来通りアリオラ・レコード/BMGから発売されたが、日本では新たにアヴァロン・レーベルと契約を得ており、後年、本作以前の作品も同レーベルから日本盤SHM-CDがリリースされている。日本盤ボーナス・トラック「ダーティー・ウィークエンド」は、母国スイスではマキシ・シングル「ホームラン」のカップリング曲として発表された。

## 反響
本作からの先行シングルとなった「ヘヴン」は、スイスにおいて2000年11月26日付のシングル・チャートで初登場6位となり、同年12月17日と12月24日に1位を獲得。また、この曲はスティーヴ・リーの没後の2010年10月24日にもスイスのシングル・チャートで1位となっている。
続いて2001年に本作が発表されると、スイスのアルバム・チャートで6週にわたって1位を獲得し、自身5作目の1位獲得アルバムとなって、更に2001年の年間アルバム・チャートでも1位を獲得。また、ドイツのアルバム・チャートでは14位に達して、自身初のトップ20入りを果たした。
その後「ホームラン」がシングル・カットされ、スイスのシングル・チャートで61位に達している。

## 収録曲
特記なき楽曲はスティーヴ・リー、レオ・レオーニ、クリス・フォン・ローアの共作。
1. ウン・ガ・リ - "Wun Ga-Li" (Marc Lynn) – 0:29
2. エヴリシング・キャン・チェンジ - "Everything Can Change" (Steve Lee, Mandy Meyer, Chris Von Rohr) – 4:02
3. テイク・イット・イージー - "Take It Easy" (Andy Taylor, Steve Jones) – 3:41
4. ライト・イン・ユア・アイズ - "Light in Your Eyes" – 3:56
5. ヘヴン - "Heaven" – 4:33
6. ロンリー・ピープル - "Lonely People" – 3:24
7. イーグル - "Eagle" – 5:06
8. エンド・オヴ・タイム - "End of Time" – 3:25
9. セイ・グッバイ - "Say Goodbye" – 4:23
10. リーズン・トゥ・リヴ - "Reason to Live" (S. Lee, M. Meyer, C. Von Rohr) – 4:51
11. カム・アロング - "Come Along" – 4:49
12. ホームラン - "Homerun" – 6:10

### 日本盤ボーナス・トラック
1. ダーティー・ウィークエンド - "Dirty Weekend" (Steve Lee, Leo Leoni) – 3:47

## 他メディアでの使用例
「ヘヴン」は、テレビドラマ『ブルックリン74分署』がWOWOWで日本放映された際にイメージ・ソングとして使用された。

## 参加ミュージシャン
- スティーヴ・リー - ボーカル
- レオ・レオーニ - ギター、キーボード
- マンディ・メイヤー - ギター
- マーク・リン - ベース
- ヘナ・ハーベッガー - ドラムス

ゲスト・ミュージシャン
- クリス・フォン・ローア - ピアノ(on #5)
- Wolfgang C. Drechsler - オーケストラ(on #5)
- H.P. Brüggemann - キーボード
- Nicolò Fragile - キーボード
- ダニー・リー - アディショナル・ボーカル
- Flavio H. - アディショナル・ボーカル